# Bunuri mobile din domeniul artă plastică clasate în patrimoniul cultural național al României aflate în județul Bacău
Acestă listă conține bunurile mobile din domeniul artă plastică clasate în Patrimoniul cultural național al României aflate la momentul clasării în județul Bacău.

## Tezaur
| Foto | Informații generale                                                        | Detalii tehnice | Descriere | Deținător                                  | Legături |
| ---- | -------------------------------------------------------------------------- | --- | --- | ------------------------------------------ | -------- |
|      | Vorniceasa Smaranda Manu Autor: Töpler, Mihai                              | Datare: 1/2 sec. al XIX-lea Școală: Școala românească Dimensiuni: 1014 x 743 Material: ulei pe pânză                                               | Viziune academistă, figurile personajelor, mâinile sunt modelate în tonuri de ocru, brun, roșu; veșmintele sunt colorate în tonuri delicate de alb, gri, albastru, verde, galben, roșu, ocru. | Complexul Muzeal „Iulian Antonescu”, Bacău | Cimec    |
|      | Atelierul artistului Autor: Aman, Theodor                                  | Datare: 2/2 sec. al XIX-lea Școală: Școala românească; Școala franceză Dimensiuni: 328x210 mm Material: Ulei pe pânză                              | Tabloul reprezintă un colț din atelierul lui Aman. Pe jos un covor cu bordură roz. În dreapta jos o canapea mică îmbrăcată în pluș roșu. Pe canapea, în mijloc se află o carte deschisă, rezemată de canapea o chitară. În capăt o măsuță rotundă cu diverse obiecte. După măsuță un scaun cu un tablou rezemat de un scaun cu spătar. Semnat stânga jos cu umbră naturală Th. Aman. | Complexul Muzeal „Iulian Antonescu”, Bacău | Cimec    |
|      | Drum în sat Autor: Andreescu, Ion                                          | Datare: 2/2 sec. al XIX-lea Școală: Școala românească; Școala franceză Dimensiuni: 118x65 mm Material: Ulei pe pânză lipită pe carton              | Peisaj de țară pictat cu sensibile variații de ton. Construcția cromatică este susținută de tonuri de ocru și gri de pe casele din centru dreapta imaginii, de brun, ocru și verde-drumul de țară și vegetația săracă de la șes. În stânga - o fântână cu ciutură și două case albe. În apropiere o femeie și o alta pe drum. Semnat dreapta jos cu roșu I. Andreescu. | Complexul Muzeal „Iulian Antonescu”, Bacău | Cimec    |
|      | Alai de nuntă la țară Autor: Grigorescu, Nicolae                           | Datare: nedatat Școală: Școala românească (Atelier Chaldek); Școala franceză Dimensiuni: 1420x740 mm Material: Ulei pe pânză dublată la restaurare | Compoziția cu un car cu boi împodobit pentru o nuntă tradițională. În fața carului alai de copii în praful drumului. Pe margine de o parte și de alta a alaiului vorniceii călări pe cai împodobiți. Contururile sunt estompate de tonuri de roz, albastru, ocru, brun și gri. Întreaga compoziție se proiectează pe un fond de albastruri și alburi ale orizontului. Semnat stânga jos cu roșu Grigorescu. | Complexul Muzeal „Iulian Antonescu”, Bacău | Cimec    |
|      | Întâlnirea dintre Bogdan Cel Orb și Radu Cel Mare Autor: Lecca, Constantin | Datare: 1857 Școală: Școala românească; Școala austriacă; Școala italiană Dimensiuni: 625x485 mm Material: Ulei pe pânză                           | Portretul de dorobanț realizat din profil dreapta și din punct de vedere cromatic modelat din tonuri de ocru cu accente de brun. Pe cap poartă o căciulă specifică uniformei, cu franjuri roșii și cu o branderola în față cu însemnele militare. Are părul lung, barba scurtă, mustățile mari, cămașa albă model tunică. Semnat și datat dreapta jos cu gri: Lecca, 1857. | Complexul Muzeal „Iulian Antonescu”, Bacău | Cimec    |
|      | Peisaj Autor: Henția, Sava                                                 | Datare: 1879 Școală: Școala românească modernă Dimensiuni: 356x260 mm Material: Ulei pe pânză lipită pe carton                                     | Peisaj realizat din tonuri de verde și brunuri, cu tușa scurtă, ritmică. Centrul compoziției se remarcă prin perspectiva luminoasă. Pe sub copaci, pe fundal se proiectează un gard de șipci. Semnat stânga jos prin incizie S Henția. | Complexul Muzeal „Iulian Antonescu”, Bacău | Cimec    |
|      | Portret de femeie Autor: Panaiteanu-Bardasare, Gheorghe                    | Datare: 1877 Școală: Școala românească; Iași Dimensiuni: 785x590 mm Material: Ulei pe pânză                                                        | Portret de femeie cu fața întoarsă spre stânga, ținându-și năframa cu ambele mâini. Chipul pictat în tonuri de roșu, gri, alb se proiectează pe un fond realizat în tonuri de verde și de gri. Rochia este pictată cu roșu intens și tonuri de albastru și galben. Semnat stânga jos cu negru. | Complexul Muzeal „Iulian Antonescu”, Bacău | Cimec    |
|      | Natură statică cu sfeșnic Autor: Stahi, Constantin                         | Datare: 1888 Școală: Școala românească modernă Dimensiuni: 352x290 mm Material: Ulei pe pânză                                                      | Pe un fond brun închis se decupează mai multe obiecte așezate pe o masă: o casetă de lemn cu o cutie cilindrică deasupra ei, un vas rotund de alamă. În față un pahar metalic răsturnat și un sfeșnic de alamă așezat pe o tavă. Sfeșnicul are un abajur alb și o lumânare. În dreapta imaginii se află o carte. Semnat, datat și localizat dreapta sus cu roșu C.D.Stahi.Iassi.1888. | Complexul Muzeal „Iulian Antonescu”, Bacău | Cimec    |
|      | Nud cu spatele Autor: Luchian, Ștefan                                      | Datare: sfârșitul sec. XX Școală: Școala românească modernă; Școala germană; Școala franceză Dimensiuni: 405x276 mm Material: Ulei pe pânză        | Pictura reprezintă un nud de tânără văzut din spate, profil dreapta, cu părul strâns ca pentru baie. În jurul taliei este rulată cămașa albă. Cromatic - domină ocrurile, în zona brațului, roșul. Pe spatele lucrării se află o etichetă cu următoarele informații - NUD/ Expoziția Luchian 16 iulie 1957-10 nov. 1957, cat 33. Semnat stânga jos cu roșu: Șt.Luchian. | Complexul Muzeal „Iulian Antonescu”, Bacău | Cimec    |
|      | Peisaj de iarnă Autor: Luchian, Ștefan                                     | Datare: perioada pastelurilor Școală: Școala românească; Școala germană, Școala franceză Dimensiuni: 355x215 mm Material: Pastel pe hârtie         | În centrul compoziției sunt amplasate: grilajul unei porți metalice, o parte din zid și un copac desfrunzit. Ritmul planurilor secunde este susținut de siluete de case, acoperișuri și un felinar. Materialitatea zăpezii și lumina specifică unei zile de iarnă sunt realizate prin alburi și griuri, încălzite de ocrul și brunul zidurilor. Semnat stânga jos cu negru: Luchian. | Complexul Muzeal „Iulian Antonescu”, Bacău | Cimec    |
|      | Anei Enescu Autor: Popp, Mișu                                              | Datare: 1861 Școală: Școala românească, Brașov; Școala austriacă, Viena Dimensiuni: 923 x 744 mm Material: ulei pe pânză                           | Portret cu atitudine convențională, cu brațul drept sprijinit de colțul unei mese. Personajul se detașează de pe fondul brun. Portret de femeie tânără, cu un surâs fin, cu părul negru, aranjat în bucle până la umeri. Rochia albastră, bogată în drapaje, înnobilată de dantelă albă, fină, la gât și mâneci. Brățările, cerceii și medalionul fin completează atitudinea nobilă a personajului. În mâna dreaptă ține un evantai, iar în stânga o batistă de dantelă. Semnat stânga jos cu brun: POPPŰ.                                            | Complexul Muzeal „Iulian Antonescu”, Bacău | Cimec    |
|      | Femeie la pian Autor: Aman, Theodor                                        | Datare: Sec. XIX Școală: Școala românească, București; Școala franceză, Paris Dimensiuni: 216 x 150 mm Material: ulei pe lemn                      | Interior cu tablouri pe fundal, un pian în centru și o femeie așezată, din profil, cu mâna dreaptă sprijinită pe clapele pianului. Pe brunul și negrul peretelui și pianului se disting tonurile luminoase de galben, alb, albastru și roșu ale tabloului, florilor, partiturilor, lumânărilor. Podeaua este realizată în tonuri de ocru. Personajul, cu chipul modulat în ocruri fine, este îmbrăcat într-o rochie violacee, cu garnituri albe și albastre. Semnat stânga jos cu roșu: Th. Aman.                                                     | Complexul Muzeal „Iulian Antonescu”, Bacău | Cimec    |
|      | Scenă de interior Autor: Aman, Theodor                                     | Datare: 1858 Școală: Școala românească, București; Școala franceză, Paris Dimensiuni: 650 x 550 mm Material: ulei pe pânză                         | Lucrarea apare cu titlul „Scenă de familie în casa Oteteleșeanu”, în cartea lui Radu Bogdan, care o prezintă astfel: „ [...] o importantă pictură de gen, compoziție vastă cu nouăsprezece personaje, oglindind cu mult talent o scenă de familie, în interiorul vechi al casei Oteteleșanu din București”. Cromatic, lucrarea este realizată în acorduri de albastru și verde. Lumina care pătrunde din stânga unde draperia este trasă, se reflectă în oglinda mare din dreapta și pe chipurile personajelor. Semnat dreapta jos cu roșu: Th. Aman. | Complexul Muzeal „Iulian Antonescu”, Bacău | Cimec    |

## Fond
| Foto | Informații generale                                                 | Detalii tehnice | Descriere | Deținător                                  | Legături |
| ---- | ------------------------------------------------------------------- | --- | --- | ------------------------------------------ | -------- |
|      | Stradă din Vitré Autor: Petrașcu, Gheorghe                          | Datare: 1921 Dimensiuni: 42 x 31 cm Material: ulei pe carton                                                                            | Stradă cu case din orașul Vitré. Semnat și datat dreapta jos cu negru: G. Petrașcu, (1)921. | Colecții particulare, Bacău                | Cimec    |
|      | Cap de țărăncuță Autor: Grigorescu, Nicolae                         | Datare: 2/2 sec. al XIX-lea Școală: Școala românească ( Atelier Chaldek); Școala franceză Dimensiuni: 185x125 mm Material: Ulei pe lemn | Chipul de țărăncuță tânără cu basma pe cap este modelat în tonuri de alb, roz și roșu pe fond brun basmaua este pictată în culori delicate, calde de ocru, brun, alb și roșu. Fața este bine pusă în evidență fiind luminată de amestecul de alb și rozuri. Trăsături frumoase bine conturate, buzele roșii. Semnat stânga jos cu roșu: Grigorescu.                                                          | Complexul Muzeal „Iulian Antonescu”, Bacău | Cimec    |
|      | Peisaj de munte Autor: Henția, Sava                                 | Datare: 1882 Școală: Școala românească; Școala franceză Dimensiuni: 460X330 mm Material: Ulei pe carton                                 | Evocarea unui peisaj de munte într-o compoziție echilibrată. În dreapta o treime din lucrare este acoperită de un șopron de lemne. În stânga, cu spatele, o femeie. În planul secund, stânga, o căsuță de țară acoperită cu scânduri, o stivă de lemne, un bărbat în fața boilor. Totul se află la poale de munte și este înconjurat de vegetație bogată. Dominantele cromatice sunt verde. Brunuri, griuri. | Complexul Muzeal „Iulian Antonescu”, Bacău | Cimec    |
|      | Portret de femeie Autor: Henția, Sava                               | Datare: 1874 Școală: Școala românească, București Dimensiuni: 655X535 mm Material: Ulei pe pânză                                        | Într-un medalion pe fond verde este pictat portretul unei femei tinere îmbrăcată într-o bluză neagră cu dantelă aplicată pe lângă decolteu, cu un medalion la gât realizat dn tonuri de galben, negru, gri, alb și roșu. În păr un trandafir realizat cromatic din tonuri de roșu, verde și alb. | Complexul Muzeal „Iulian Antonescu”, Bacău | Cimec    |
|      | Portretul Generalului Magheru Autor: Grigorescu, Nicolae            | Datare: 1870 Școală: Școala românească ( Atelier Chaldek); Școala franceză Dimensiuni: 720X595 mm Material: Ulei pe pânză               | Chipul Generalului Magheru este pus în evidență de fondul de brun închis. Fruntea înaltă, părul lung, pieptănat pe spate, privirea îndreptată ușor spre dreapta. Părul, mustața și fața sunt pictate în tonuri deschise, armonizate cu tonurile de brun pe negrul intens al hainei se detașează discret accesoriile gradului militar. Gulerul formează o pată albă ce-i luminează și evidențiază chipul.     | Complexul Muzeal „Iulian Antonescu”, Bacău | Cimec    |
|      | Dorobanț din Vlașca Autor: Aman, Theodor                            | Datare: 2/2 sec. al XIX-lea Școală: Școala românească; Școala franceză Dimensiuni: 302X226 mm Material: Ulei pe pânză lipită pe carton  | Portret de dorobanț realizat din profil dreapta și din punct de vedere cromatic modelat din tonuri de ocru cu accente de brun. Pe cap poartă o căciulă specifică uniformei, cu franjuri roșii și cu o banderolă în fața cu însemnele militare. Are părul lung, barba scurtă, mustăți mari. Cămașa albă model tunică.                                                                                         | Complexul Muzeal „Iulian Antonescu”, Bacău | Cimec    |
|      | Cap de femeie Autor: Abdreescu, Ion                                 | Datare: 2/2 sec. al XIX-lea Școală: Școala românească; Școala franceză Dimensiuni: 330X237 mm Material: Ulei pe lemn                    | Portret de femeie cu pălăre cu boruri mari, din profil ușor dreaptă, cu rochie decoltată de culoare albastru. Se remarcă tușa foarte fină în jumătatea superioară, tușa uniformă pe fundal și borul pălăriei. Fața, părul, gâtul, decolteul și rochia sunt modelate mai energic. | Complexul Muzeal „Iulian Antonescu”, Bacău | Cimec    |
|      | Ulcica cu iriși Autor: Luchian, Ștefan                              | Datare: 1905-1908 Școală: Școala românească; Școala franceză; Școala germană Dimensiuni: 360x275 mm                                     | Pe un fond brun realizat din tușe largi este reprezentat un vas de lut cu flori - vasul este colorat în două orizontale, verde în partea de sus și ocru în partea de jos. Florile sunt colorate în albastru și alb. | Complexul Muzeal „Iulian Antonescu”, Bacău | Cimec    |
|      | Ghiveci cu flori albe Autor: Abdreescu, Ion                         | Datare: 2/2 sec. al XIX-lea Școală: Școala românească; Școala franceză Dimensiuni: 260X215 mm Material: Ulei pe pânză                   | Un vas de ceramică, ocru, așezat pe masă cu flori albe. Tușa scurtă, dinamică, pasta densă, intensitatea albului florilor pe succesiunea discretă de brunuri dau materialitate obiectului pictat. | Complexul Muzeal „Iulian Antonescu”, Bacău | Cimec    |
|      | Fetița cu fundă albastră Autor: Demetrescu-Mirea, George            | Datare: 1903 Școală: Școala românească; Școala franceză Dimensiuni: 485X390 mm Material: Ulei pe pânză                                  | Semnat stânga jos cu brun-Mirea. | Complexul Muzeal „Iulian Antonescu”, Bacău | Cimec    |
|      | Portretul lui Alexandru Botez Autor: Panaiteanu-Bardasare, Gheorghe | Datare: 1851 Școală: Școala românească; Școala germană (Munchen) Dimensiuni: 710X590 mm Material: Ulei pe pânză                         | Portret de tânăr cu capul întors spre stânga, cu partea dreaptă a feței pusă în lumină. Realizare plastică în manieră academistă cu elemente romantice de atitudine. Pe fodul gri vestonul este colorat în brun, nasturii și mâna în ocru- auriu, gulerul în alburi, obrazul în rozuri și roșu. | Complexul Muzeal „Iulian Antonescu”, Bacău | Cimec    |
|      | Țărancă din Vlașca Autor: Tattarescu, Gheorghe                      | Datare: 1868 Școală: Școala românească; Școala italiană, Roma Dimensiuni: 975 x 740 mm Material: ulei pe pânză                          | Portretul unei tinere țărănci, în costum popular de sărbtoare, ținând cu secera din mâna dreaptă un snop de spice pe umărul stâng. Fondul este organizat din lanul de grâu în partea de jos și cerul însorit de vară în partea de sus. În catalogul expoziției artiștilor în viață din 1868 lucrarea a figurat cu titlul „Țărancă cu snopul”. Semnat dreapta jos cu roșu: Tattarescu.                        | Complexul Muzeal „Iulian Antonescu”, Bacău | Cimec    |